# Zdeněk Gawlik
Zdeněk Gawlik (* 21. srpna 1962 Jindřichův Hradec) je český dokumentární, dabingový, filmový a televizní režisér a scenárista.

## Životopis
Narodil se 21. srpna 1962 v Jindřichově Hradci a vyrůstal v Lásenici. Vystudoval gymnázium v Třeboni. Po maturitě na gymnáziu studoval na strojní fakultě ČVUT v Praze (1980–1983), studium však nedokončil. Poté působil v různých manuálních profesích (mj. vrátný, stavební dělník, řidič důlní lokomotivy), absolvoval kurzy amatérských filmařů. Po náhradní vojenské službě vystudoval režii hraného filmu na FAMU (1989–1994).

## Kariéra
Jako student získal ocenění Maxim za režii a Cenu Pavla Juráčka na Famufestu 1993 za studentský snímek Benefice profesora Alexandra a Barbary de Anatolia.
Během studií se podílel jako autor i režisér na projektu Malostranské humoresky (povídka „Buldoček“).
Ve své dokumentární tvorbě spolupracoval s Českou televizí na cyklech jako 13. komnata, Příběhy slavných, České himálajské dobrodružství či Deset století architektury.
Do kin vstoupil portrétem folkového písničkáře Žalmana – Žalman aneb Naslouchám tichu Země (2018), na kterém se podílel jako režisér, scenárista, kameraman i hudební režisér.
Stěžejně se věnuje také dabingu; byl například spoluodpovědný za dabing španělského filmu Bolest a sláva (2019), který byl nominován na Cenu Františka Filipovského.

## Osobní život
Jeho partnerkou je harfistka Jana Boušková. Žije v Praze.

## Filmografie (výběr)

### Hrané filmy a studentské práce
- Benefice profesora Alexandra a Barbary de Anatolia (1992) – režie, scénář
- Životní role (1993, krátká TV inscenace) – režie, spolu-scénář
- Buldoček (část filmu Malostranské humoresky, 1995) – režie, scénář

### Dokumentární tvorba
- Cyklus Deset století architektury – režie (různé díly)
- Cyklus Příběhy slavných – režisér
- Cyklus České himálajské dobrodružství – režie, kameraman
- Cyklus 13. komnata – režie (několik epizod)
- Žalman aneb Naslouchám tichu Země (2018) – režie, scénář, kamera, hudební režie

### TV filmy (dokument)
- Když se řekne Jiří Černý (2020) – režie
- Petra Janů – Jedeme dál (2022) – TV film, režie

## Ocenění
- Maxim – 1. cena v kategorii režie v rámci Famufestu 1993 za Benefice profesora Alexandra a Barbary de Anatolia
- Cena Pavla Juráčka – Famufest 1993 za totéž dílo